# Angol női labdarúgó-válogatott
Az angol női labdarúgó-válogatott képviseli Angliát a nemzetközi női labdarúgásban. A csapat közepesen sikeres az elmúlt időszakban, az utóbbi két Európa-bajnokságon nem jutott tovább a csoportból, a világbajnokságra 1995-ben és 2007-ben jutott ki.

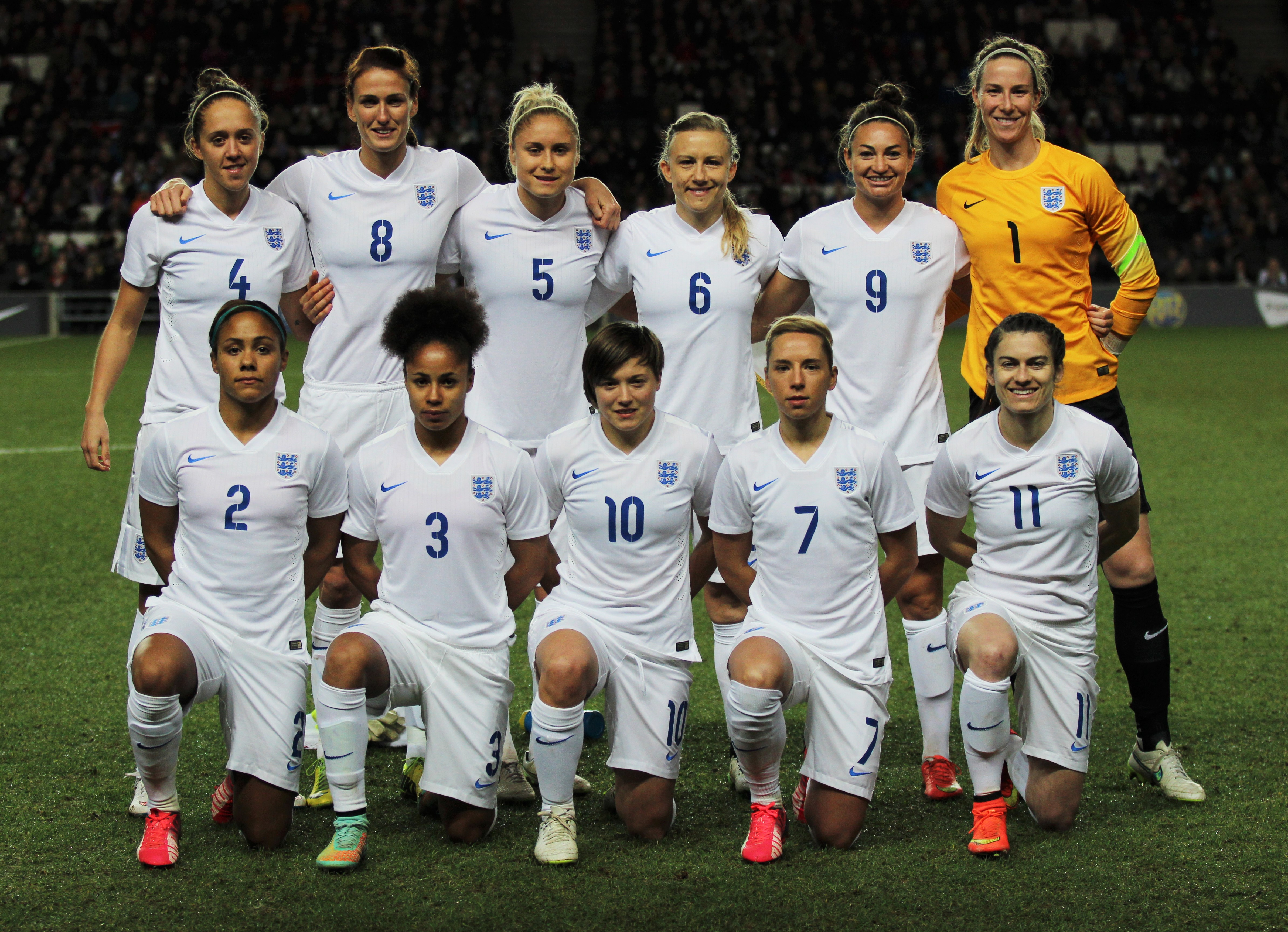
2015. február 13-án az Egyesült Államok elleni mérkőzésen.
Felső sor, balról: Jo Potter, Jill Scott, Steph Houghton, Laura Bassett, Jodie Taylor, Karen Bardsley.
Alsó sor, balról: Alex Scott, Demi Stokes, Fran Kirby, Jordan Nobbs, Karen Carney.

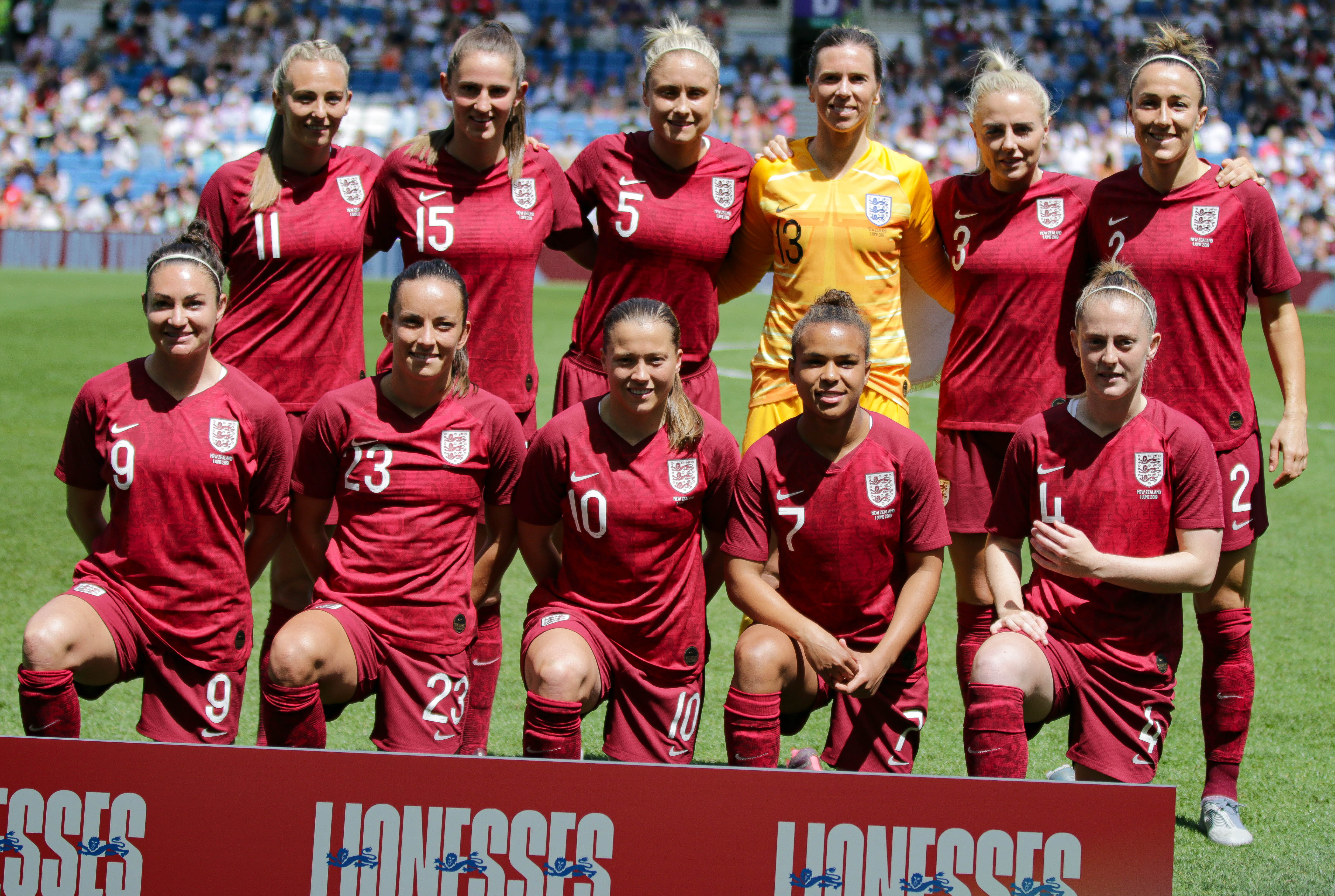
2019. június 1-én Új-Zéland válogatottja ellen.
Felső sor, balról: Toni Duggan, Abbie McManus, Steph Houghton, Carly Telford, Alex Greenwood, Lucy Bronze.
Alsó sor, balról: Jodie Taylor, Lucy Staniforth, Fran Kirby, Nikita Parris, Keira Walsh.

## Díjak

### Világbajnokiszereplés
- Nem hivatalos rendezvények:
  - 1970 – 4. hely
  - 1971 – 5. hely
  - 1978 – Első forduló
  - 1984 – Első forduló
  - 1985 – Aranyérmes
  - 1988 – Aranyérmes
- FIFA Női labdarúgó-világbajnokság:
  - 1991 – nem jutott be
  - 1995 – Negyeddöntő
  - 1999 – nem jutott be
  - 2003 – nem jutott be
  - 2007 – Negyeddöntő
  - 2011 – Negyeddöntő
  - 2015 – Bronzérem
  - 2019 – 4. hely
  - 2023 – Ezüstérmes

### Európa-bajnokiszereplés
- Nem hivatalos rendezvények:
  - 1969 – Bronzérmes
  - 1979 – 4. hely
- Női labdarúgó-Európa-bajnokság:
  - 1984 – Ezüstérmes
  - 1987 – 4. hely
  - 1989 – nem jutott be
  - 1991 – Negyeddöntős
  - 1993 – Negyeddöntős
  - 1995 – Elődöntős
  - 1997 – nem jutott be
  - 2001 – Első forduló
  - 2005 – Első forduló
  - 2009 – Ezüstérmes
  - 2013 – Csoportkör
  - 2017 – Elődöntő
  - 2022 – Győztes
  - 2025 – Győztes

### Olimpiaiszereplés
Angliának nincs külön olimpiai labdarúgó-csapata, Nagy-Britannia válogatottjában szerepelnek az angol játékosok. A brit csapat eredményei:
- 1996 – nem nevezett csapatot
- 2000 – nem nevezett csapatot
- 2004 – nem nevezett csapatot
- 2008 – nem nevezett csapatot
- 2012 – Negyeddöntő
- 2016 – nem nevezett csapatot
- 2020 – Negyeddöntő
- 2024 – nem jutott be

## Jelenlegi keret
A válogatott kerete a február 23-i  Észak-Írország elleni barátságos mérkőzésre.
2021. február 23-i  Észak-Írország elleni mérkőzés után lett frissítve.
| Szám          | Poszt   | Név              | Születési dátum / Kor          | Válogatottság | Gólok   | Klub              |         |         |         |
| Kapusok       | Kapusok | Kapusok          | Kapusok                        | Kapusok       | Kapusok | Kapusok           | Kapusok | Kapusok | Kapusok |
| ------------- | ------- | ---------------- | ------------------------------ | ------------- | ------- | ----------------- | ------- | ------- | ------- |
| 1             | K       | Ellie Roebuck    | 1999. szeptember 23. (25 éves) | 6             | 0       | Manchester City   |         |         |         |
| 13            | K       | Sandy MacIver    | 1998. június 18. (27 éves)     | 1             | 0       | Everton           |         |         |         |
| 21            | K       | Hannah Hampton   | 2000. november 16. (24 éves)   | 0             | 0       | Birmingham City   |         |         |         |
| Védők         |         |                  |                                |               |         |                   |         |         |         |
| 2             | V       | Lucy Bronze      | 1991. október 28. (33 éves)    | 82            | 9       | Manchester City   |         |         |         |
| 3             | V       | Alex Greenwood   | 1993. szeptember 7. (31 éves)  | 47            | 3       | Manchester City   |         |         |         |
| 5             | V       | Steph Houghton   | 1988. április 23. (37 éves)    | 121           | 13      | Manchester City   |         |         |         |
| 6             | V       | Leah Williamson  | 1997. március 29. (28 éves)    | 18            | 1       | Arsenal           |         |         |         |
| 7             | V       | Rachel Daly      | 1991. december 6. (33 éves)    | 36            | 4       | Houston Dash      |         |         |         |
| 15            | V       | Lotte Wubben-Moy | 1999. január 11. (26 éves)     | 1             | 0       | Arsenal           |         |         |         |
| 16            | V       | Millie Turner    | 1996. július 7. (29 éves)      | 0             | 0       | Manchester United |         |         |         |
| Középpályások |         |                  |                                |               |         |                   |         |         |         |
| 4             | KP      | Georgia Stanway  | 1999. január 3. (26 éves)      | 20            | 2       | Manchester City   |         |         |         |
| 8             | KP      | Jill Scott       | 1987. február 2. (38 éves)     | 150           | 25      | Everton           |         |         |         |
| 10            | KP      | Jordan Nobbs     | 1992. december 8. (32 éves)    | 64            | 7       | Arsenal           |         |         |         |
| 14            | KP      | Ella Toone       | 1999. szeptember 2. (25 éves)  | 1             | 1       | Manchester United |         |         |         |
| Csatárok      |         |                  |                                |               |         |                   |         |         |         |
| 9             | CS      | Ellen White      | 1989. május 9. (36 éves)       | 93            | 38      | Manchester City   |         |         |         |
| 11            | CS      | Lauren Hemp      | 2000. augusztus 7. (24 éves)   | 6             | 0       | Manchester City   |         |         |         |
| 17            | CS      | Chloe Kelly      | 1998. január 15. (27 éves)     | 5             | 0       | Manchester City   |         |         |         |
| 18            | CS      | Beth Mead        | 1995. május 9. (30 éves)       | 25            | 8       | Arsenal           |         |         |         |
| 19            | CS      | Bethany England  | 1994. június 3. (31 éves)      | 8             | 2       | Chelsea           |         |         |         |
| 20            | CS      | Ebony Salmon     | 2001. január 27. (24 éves)     | 1             | 0       | Bristol City      |         |         |         |

## Edzői stáb
- Szövetségi kapitány:  Sarina Wiegman

## Tények
- A 2007-es világbajnokság selejtezői alatt Anglia a nyitómérkőzésén Ausztriától kapta az első gólját. Azután az angolok 29 egymást követő találatot szereztek, mielőtt bekapták volna az utolsó mérkőzésükön az utolsó góljukat Franciaországtól.